# Fritz Bierhaus
Fritz Bierhaus (* 13. März 1879 in Essen; † 9. Februar 1965 ebenda) war ein deutscher Jurist und Bergbau-Manager.

## Leben
Bierhaus besuchte das Burggymnasium Essen. Nach dem Abitur begann er an der Philipps-Universität Marburg Rechtswissenschaft zu studieren. 1899 wurde er im Corps Hasso-Nassovia aktiv. Als Inaktiver wechselte er an die Ludwig-Maximilians-Universität München und die Friedrich-Wilhelms-Universität zu Berlin. 1908 wurde er an der Universität Rostock zum Dr. iur. promoviert. Im selben Jahr ging er als Assessor zur Hibernia AG. 1909 ließ er sich als Rechtsanwalt in Essen nieder. 1911 wurde er Justiziar der Zeche Mathias Stinnes.
Nachdem er als Offizier am Ersten Weltkrieg teilgenommen hatte, wurde er 1920 Bergwerksdirektor und stellvertretendes Vorstandsmitglied der Oberschlesischen Kokswerke und Chemischen Fabriken mit Sitz in Weißstein. Unter seiner Mitwirkung wurden die Gruben in Niederschlesien zusammengelegt zur Niederschlesische Bergbau AG mit einem Kapital von 40 Millionen Reichsmark. 1927 wurde er zu ihrem Generaldirektor ernannt. Bierhaus war außerdem Vorsitzender des Aufsichtsrats des Niederschlesischen Steinkohlesyndikats (Waldenburg), Mitglied des Aufsichtsrats der Karlshütte AG (Waldenburg), der Vereinigte Dachpappen AG, des Aufsichtsrats der AG Reichskohlenverband (Berlin) und der Schering AG (Berlin) sowie Mitglied des Beirats der Bezirkswirtschaftskammer in Breslau.
Am 15. Mai 1945 unternahm er eine Fahrt nach Prag, um den von der Regierung erteilten Befehl zur Sprengung der Gruben der Gesellschaft Niederschlesien bei Einmarsch der Sowjets rückgängig zu machen. In Prag wurde er verhaftet und konnte erst Anfang Juni nach Schlesien zurückkehren. Ende September wurde durch die Polen vertrieben und ließ sich nach zeitweiligem Aufenthalt in Bayern 1948 in seiner Heimatstadt Essen nieder.